# Rondje Randstad
Rondje Randstad was de benaming voor een nieuwe, snelle openbaarvervoerverbinding tussen de (grote) steden in de Randstad. Plannen voor het Rondje Randstad werden in 2006 door Minister van Verkeer en Waterstaat Karla Peijs afgewezen omdat het bestaande spoornetwerk al zou volstaan en er geen extra geld aan openbaar vervoer zou worden besteed; de Tweede Kamer legde zich bij die beslissing neer.
De benaming werd gebruikt voor diverse plannen om de vier grote steden Amsterdam, Utrecht, Rotterdam en Den Haag met elkaar te verbinden via een hogesnelheidslijn, wellicht een magneetzweeftrein, als alternatief voor de overvolle snelwegen en het capaciteitsgebrek op het bestaande spoor. In de plannen werden ook Leiden en Schiphol als mogelijke haltes genoemd, evenals Almere en Amersfoort.